# Portrait de Maria Lopoukhina
Portrait de Maria Lopoukhina (en russe : Портрет М. И. Лопухиной) est l'un des portraits de femmes les plus populaires du peintre Vladimir Borovikovski.

## Modèle
Maria Ivanovna Lopoukhina (1779—1803), est une représentante de la Famille Tolstoï, la sœur de Fiodor Tolstoï, l'épouse de l'Egermeister Stephane Lopoukhine (1769—1814). Selon certaines sources son mariage avec Stéphane Lopoukhine n'aurait pas été heureux. Le tableau est réalisé quand elle a 18 ans. Elle est morte d'une tuberculose en 1803, à l'âge de 24 ans.

## Description
Le peintre a utilisé la manière habituelle de réaliser un portrait à son époque : le personnage est entouré des objets et attributs permettant de révéler sa personnalité. Mais Borovikovski ne cherche pas tant à renseigner la situation sociale du modèle que les aspects personnels et intimes de sa personnalité. Le thème principal du portrait est la fusion harmonieuse de l'homme et de la nature, caractéristique de l'esthétique de la fin du XVIIIe siècle, qui s'est formée sous l'influence de l'empfindsamkeit. L'artiste exprime cette fusion par les relations de couleurs et de composition de sa toile. Lopoukhina est représentée sur un fond de paysage qui reprend les traits caractéristiques du paysage national russe : troncs de bouleaux, épis de seigle, des bleuets. Le paysage fait écho à l'image de Lopoukhina : la courbe de sa hanche répond à celle des épis, la blancheur des bouleaux se reflète dans la robe, les quelques bleuets dans le seigle répondent à la ceinture de soie bleue. Le châle violet rappelle les fleurs de roses tombantes à droite du tableau. Celles-ci symbolisent la brièveté de la jeunesse, de la beauté et de la vie. Le peintre a réussi un portrait vivant, témoignage de sentiments profonds et de poésie. Ce portrait a été admiré par les contemporains et la génération qui a suivi. Il a inspiré des vers au poète russe Iakov Polonski presque cent ans après sa réalisation :
Elle est partie il y a longtemps, nous ne voyons plus ni ses yeux

ni ce sourire silencieux. 

Sa souffrance est l'ombre d'un amour, et ses pensées l'ombre de la tristesse.

Borovikovski a sauvé cette beauté,

et une partie de son âme nous est restée,

ainsi que ce regard et cette beauté.

Que cela fasse l'admiration de sa descendance,

Pour lui apprendre à aimer, à souffrir, le pardon et le silence. 
.

## Provenance
Ce portrait par Borovikovski, qui date de 1797, est resté longtemps dans la famille. C'est Maria Ivanovna , la fille de Fiodor Tolstoï qui l'a conservé. Il était considéré comme une véritable relique familiale. C'est dans la maison de la fille de Tolstoï, Praskovia, que Pavel Tretiakov voit cette œuvre dans les années 1880 et l'acquiert. Elle entra ainsi dans la collection de la galerie Tretiakov où elle se trouve encore aujourd'hui. 